# Karl Berberich

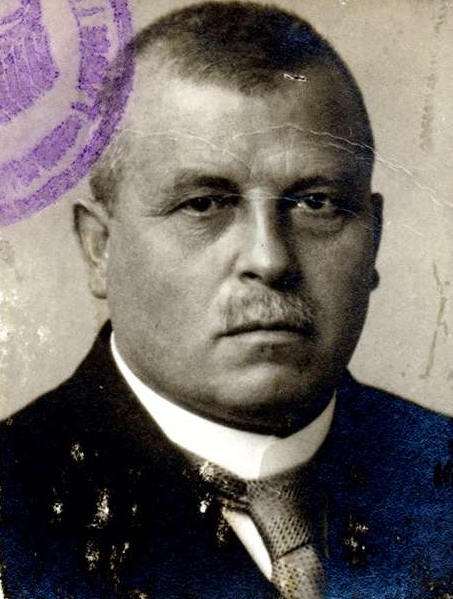
Karl Berberich (um 1929)

Karl Rudolf Berberich (* 24. November 1877 in Bruchsal; † 27. Januar 1957 ebenda) war ein deutscher Lehrer und Mitglied des Badischen Landtags von 1927 bis 1933.

## Leben
Berberich wurde als Sohn eines Schuhmachers in Bruchsal geboren. Nach seiner Schulbildung an der Volksschule und am Gymnasium in Bruchsal besuchte er das Lehrerseminar in Ettlingen und lehrte ab dem Jahr 1896 an Schulen in mehreren badischen Städten. Ab 1902 war er als Lehrer in Bruchsal an einer Volksschule tätig. 1913 wurde er in den Stadtrat von Bruchsal gewählt. Nach Beginn des Ersten Weltkriegs wurde er im August 1914 zum Kriegsdienst herangezogen und diente im Landwehr-Infanterie-Regiment Nr. 40 als Offizier.
Nach Ende des Kriegs war er in kommunalen Gremien in Bruchsal aktiv, als Mitglied der Zentrumspartei rückte er im Mai 1927 für den ausgeschiedenen Heinrich Köhler für den Wahlkreis Karlsruhe in den Badischen Landtag nach. In der vierten Wahlperiode des Landtags der Republik Baden vertrat er von 1929 bis 1933 den Wahlkreis Bruchsal-Bretten. Nach der Machtübernahme 1933 wurde Berberich verhaftet und vorübergehend in Schutzhaft genommen, am 24. November 1933 wurde er zwangsweise pensioniert. Im Rahmen der Aktion Gewitter wurde er Ende August 1944 erneut verhaftet und für circa zwei Monate in Schutzhaft genommen. 
Nach der Befreiung war er von 1945 bis zu seiner Pensionierung 1948 Leiter des Kreisschulamtes Bruchsal, ab 1946 saß er für die CDU im ersten Nachkriegsgemeinderat von Bruchsal. Berberich starb 1957 und wurde in Bruchsal begraben.

## Ehrungen
- 1952: Bundesverdienstkreuz am Bande
- 1963: Namenspatron der Karl-Berberich-Straße in Bruchsal
- 1978: Namenspatron der Karl-Berberich-Schule Bruchsal